# Матвеев, Борис Константинович
Бори́с Константи́нович Матве́ев (18 марта 1926 — 16 июня 2014) — советский и российский геолог, доктор геолого-минералогических наук, дважды декан геологического факультета (1962—1963 и 1979—1984), заслуженный профессор Пермского университета, заслуженный деятель науки Российской Федерации, почётный работник высшего профессионального образования Российской Федерации, член Учебно-методического объединения университетов России по высшему геологическому образованию.

## Биография
Ветеран Великой Отечественной войны. В 1952 году окончил геологический факультет Московского университета и продолжил образование в аспирантуре на кафедре геофизики МГУ. Ученик профессора А. И. Заборовского.
В 1956 году, после защиты кандидатской диссертации «Изучение движения подземных вод методом заряженного тела», был приглашен на работу в Пермский государственный университет.
С 1969 года — доктор геолого-минералогических наук (диссертация «Интерпретация электромагнитных зондирований»); с 1970 года — профессор кафедры геофизики ПГУ.
В 1969—1979 годах руководил методологическим семинаром «Философские проблемы наук о Земле».
В 1962—1963 годах — декан геологического факультета Пермского университета. Работал в этой должности также часть 1969 года (потом его сменил И. А. Печёркин). В 1979—1984 годах — вновь декан геологического факультета ПГУ.
Жена — Эльза Иосифовна Матвеева (1929—2019), журналистка.

## Научная деятельность
В сфере научных интересов Б. К. Матвеева превалировали два направления: инженерная геофизика и электромагнитная разведка полезных ископаемых.
Теоретически и экспериментально обосновал целесообразность применения геофизических методов для изучения динамики подземных вод и разведки карста, опробовал их в различных регионах страны и содействовал внедрению в производство. С этой целью участвовал в работе многих геофизических экспедиций в Крыму и Армении, Туркменистане, на Северном и Южном Урале, в Пермском Предуралье и других регионах. Вместе со своими учениками в числе первых применил компьютерные технологии обработки и интерпретации электромагнитных зондирований Земли.
По результатам исследований опубликовал свыше 100 статей, шесть обобщающих монографий: «Геофизические методы изучения движения подземных вод», «Интерпретация электромагнитных зондирований» и др. Разработанные им и его учениками методы и методики описаны в учебниках, учебных пособиях и справочниках для геофизиков и гидрогеологов.
Автор учебника для вузов «Электроразведка», вышедшего двумя изданиями (1962, 1990). В основу учебника положен «метод общих принципов» и новая классификация методов электроразведки.

## Основные работы
- Геофизические методы изучения движения подземных вод. М.: Госгеолтехиздат, 1963. 133 c.
- Интерпретация электромагнитных зондирований. М.: Недра, 1964, 1966, 1974.
- Электроразведка. Учебник для вузов. Издание 1, 2. М.: Недра, 1962, 1990 г., 368 стр., ISBN 5-247-00828-6.

## Награды и звания
- Медаль «За победу над Германией в Великой Отечественной войне 1941—1945 гг.».
- Медаль «Ветеран труда».
- Почётный работник высшего профессионального образования Российской Федерации.
- Заслуженный деятель науки Российской Федерации.
- Нагрудный знак Министерства образования «За отличные успехи в работе».
- Почетная грамота Пермской области.
- Диплом лауреата Пермского университета по науке.
- Диплом выставочного комитета Выставки достижений Пермской области за учебники для вузов.
- Заслуженный профессор Пермского университета.